# Blitz (entreprise)
Pour les articles homonymes, voir Blitz (homonymie).
BLITZ Co., Ltd. est une société japonaise de tuning créée en 1981. Autrefois spécialisée dans la turbo compression en utilisant des turbos KKK sur leurs premières réalisations, BLITZ est désormais un tuner généraliste proposant des pièces allant du simple manomètre au kit de suralimentation, en passant par des kits carrosserie.

## Tuning
BLITZ n'est pas un tuner spécifique à une marque. Bien que présentant souvent des Nissan Skyline en fer de lance, ce tuner travaille aussi sur les modèles des firmes Subaru, Mitsubishi, Honda ou bien Toyota. Également, la marque possède une filiale spécialisée dans les voitures européennes nommée BLITZ_AG.

## Compétition
Cette société se distingue également en compétition en D1GP et en dragster.
En D1GP, la société est représentée par Ken Nomura et sa Blitz D1 Spec ER34 Skyline.

Blitz est présent en dragster grâce à une Toyota Supra qui abat le quart de mile en environ 9 secondes.

## Jeu vidéo
La Blitz Dunlop ER34 de 2007 est présente dans le jeu de course Gran Turismo.[réf. nécessaire]